# Limenitis aretina
Limenitis aretina är en fjärilsart som beskrevs av Hans Fruhstorfer. Limenitis aretina ingår i släktet Limenitis och familjen praktfjärilar. Inga underarter finns listade i Catalogue of Life.